# 末武弘章
末武 弘章（すえたけ ひろあき、1970年 - ）は、日本の魚類生理学者。福井県立大学海洋生物資源学部准教授。魚類の免疫系の研究で有名。

## 来歴
1970年、新潟県生まれ。東京大学大学院農学生命科学研究科博士課程を修了し、博士（農学）取得。博士論文の題目は「キンギョのサケ型生殖腺刺激ホルモン放出ホルモンに関する分子内分泌学的研究」（1999年）。
その後、東京大学大学院農学生命科学研究科リサーチアソシエイトを経て2000年から同研究科助手（学校教育法の一部改正に伴い、2007年からは助教）。2010年に福井県立大学海洋生物資源学部に移籍し、准教授に就任。
静岡県浜松市の東京大学大学院農学生命科学研究科附属水産実験所在籍時から現在に至るまで、トラフグを実験材料とした魚類の生体防御機構の解明に取り組んでいる
。

## 受賞歴
- 第５回（2010年度）日本比較免疫学会古田賞：「魚類（トラフグ）の生体防御機構に関する研究」[4]
- 平成21年度日本水産学会水産学奨励賞：「魚類の分子免疫学的研究」[5]
- 2012年度日本動物学会論文賞：Dynamics of Reproductive Hormones During Downstream Migration in Females of the Japanese Eel, Anguilla japonica[6]

## 主な著書
- （分担執筆）トラフグを中心に魚類体表の生体防御機構をさぐる、「海洋生物の機能‐生命は海にどう適応しているか」（竹井祥郎編）、東海大学出版会、2005年[1]
- （分担執筆）第12章 生体防御、「増補改訂版 魚類生理学の基礎（会田勝美、金子豊二編）、恒星社厚生閣、2013年[1]